# فاطمة سلطان بنت مراد
فاطمة سلطان بنت مراد هي ابنة السلطان العثماني مراد الخامس. وُلدت في 19 يونيو 1879 في إسطنبول، وتوفيت في 20 نوفمبر 1932 في صوفيا.